# 龙城镇 (萧县)
龙城镇，是中华人民共和国安徽省宿州市萧县下辖的一个乡镇级行政单位。萧县政府驻地。位于萧县的东部。 311国道、符夹铁路过境。

## 历史沿革
- 1949年设龙城镇。
- 1960年，改龙城公社。
- 1980年，改为龙城镇。

## 行政区划
龙城镇下辖以下地区：
龙霄社区、虎山社区、城南社区、前梅社区、后梅社区、黄桥社区、人民村、王大庄村和帽山村。